# Luxemburg az 1928. évi nyári olimpiai játékokon
Luxemburg a hollandiai Amszterdamban megrendezett 1928. évi nyári olimpiai játékok egyik részt vevő nemzete volt.

## Eredmények eseményenként

### Ökölvívás
Férfi légsúly (– 50.8 kg)
- Jean Kieffer
- Első forduló – vereség  Alfredo Gaona ellen